# Plattenmünze

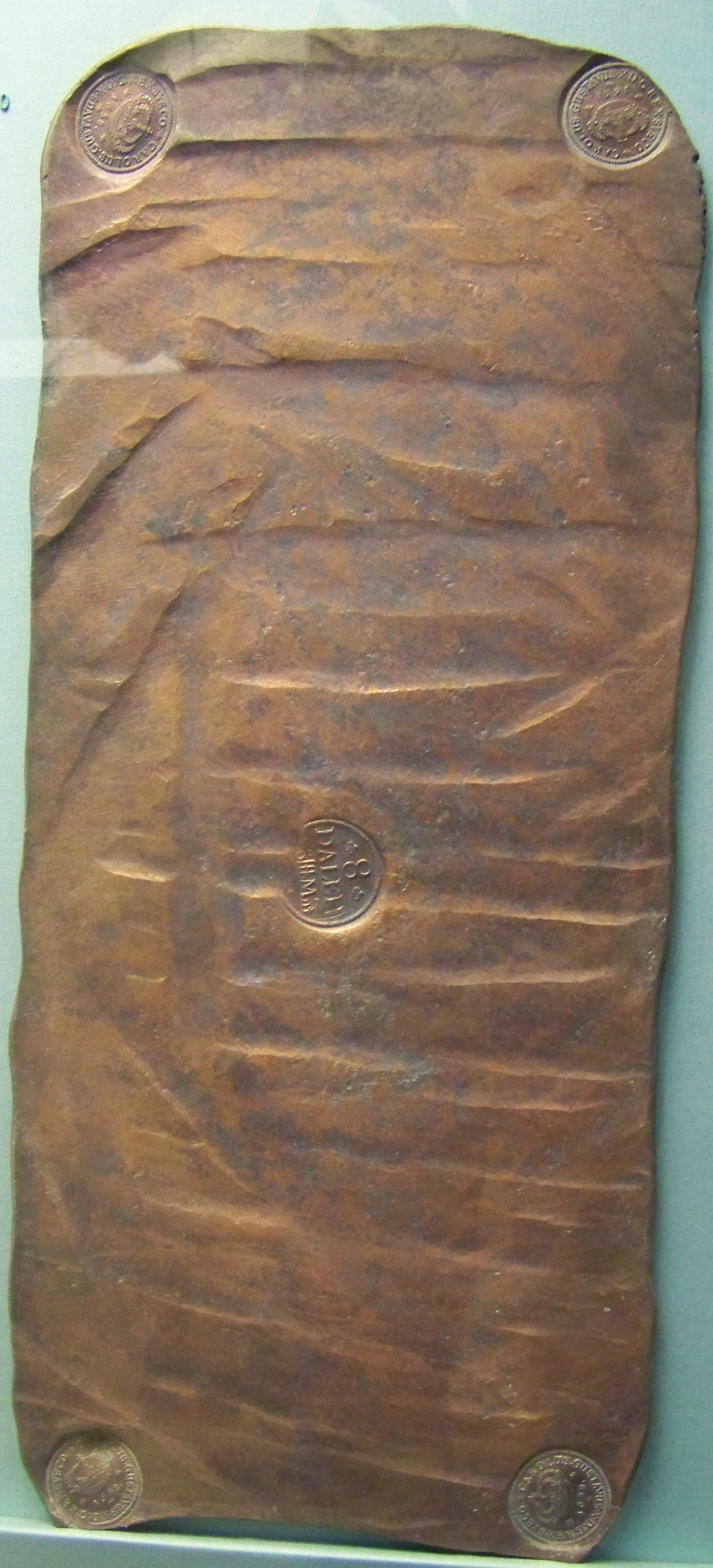
Plattenmünze im Wert von 8 Dalern

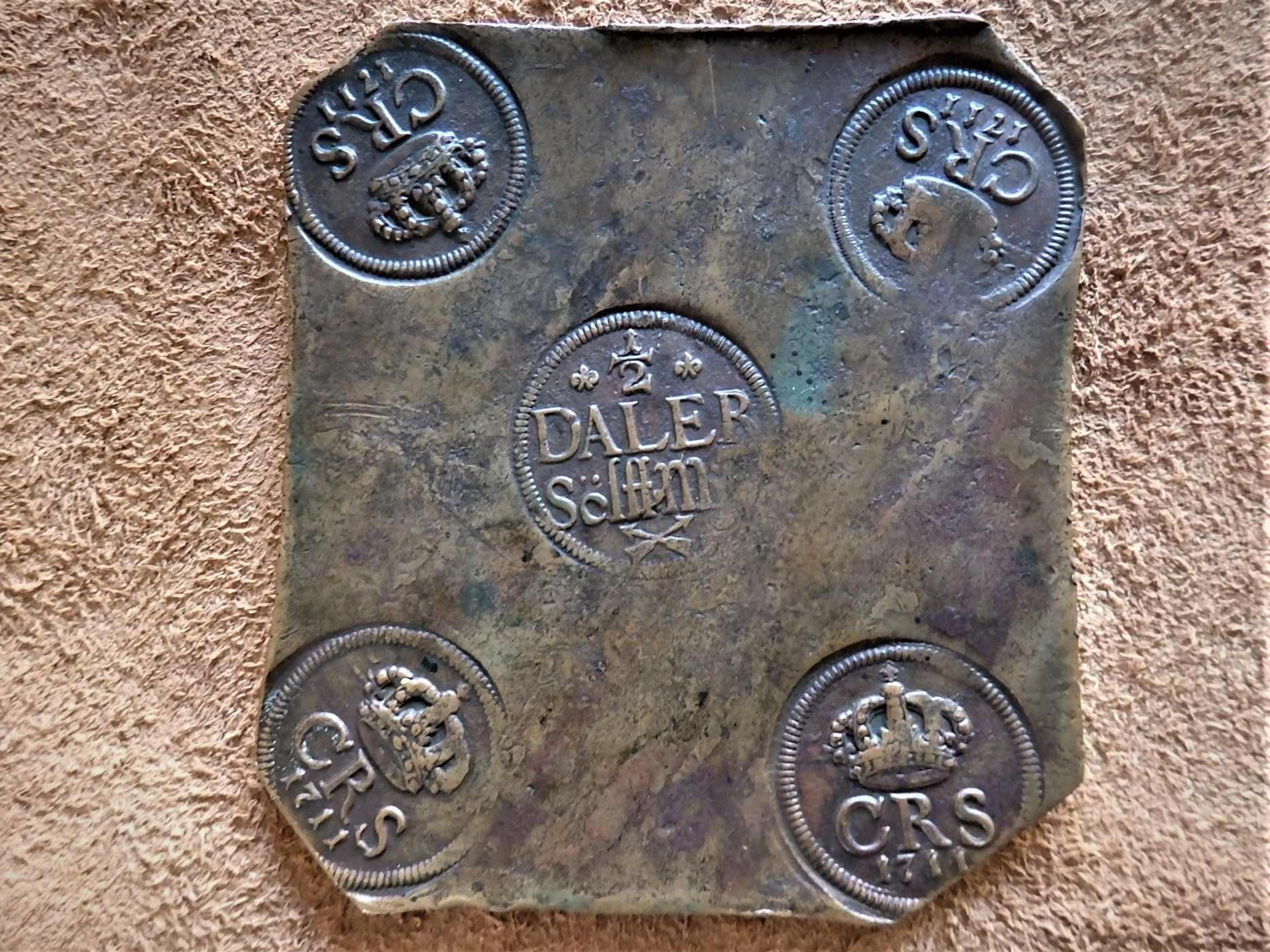
½ Dalermünze aus dem Jahr 1711

Eine Plattenmünze (schwedisch plåtmynt) ist eine Münze in Form einer großen Kupferplatte, die in Schweden hergestellt wurde.
Plattenmünzen wurden in Schweden zwischen 1644 und 1768 hergestellt. Schweden war in dieser Zeit einer der wichtigsten Produzenten von Kupfer, während Gold und Silber eher knapp waren. Damit der Wert der Münze durch das Metall gedeckt werden konnte, mussten die Münzen sehr schwer sein. Die Plattenmünzen ersparten bei größeren Zahlungen die Prägung hunderter Einzelmünzen und deren Zählung.
Damals wurden rechteckige Kupferplatten hergestellt und dann wurden mit Münzstempeln an den vier Ecken die Initialen des Herrschers und das Münzjahr und in der Mitte der Wert in der Einheit Silbertaler, der Name des Münzmeisters und teils der Herkunftsort des Kupfers, teils der Münzort eingeprägt. Geprägt wurden die kupfernen Plattenmünzen in den Wertstufen ein halber Taler, ein Taler, zwei Taler, vier Taler, acht Taler und zehn Taler. Die 10-Taler-Plattenmünze wird oft als die größte und schwerste Münze der Welt bezeichnet (allerdings wird sie heute von wenigen exklusiven Anlagemünzen wie z. B. dem Big Maple Leaf übertroffen). Sie misst 33 cm × 68 cm und wiegt 19,75 kg. Das Kungliga Myntkabinettet (Königliche Münzkabinett) in Stockholm neben dem Königsschloss unterhält eine eigene Ausstellung über diese Münzen. Die in der Ausstellung gezeigte 10-Taler-Plattenmünze von 1644 wurde 1974 aus einem 1646 im Gryt-Archipel bei Östergötland gesunkenen Schiff geborgen. Die Plattenmünzen verloren ihren Status als gesetzliches Zahlungsmittel im Jahr 1777.

## Einzelnachweis
1. ↑  The Royal Coin Cabinet: Eine kurze Einführung zu den Ausstellungen, Seite 2 (deutschsprachiger Kurzführer, wie er im Sommer 2015 an Besucher verteilt wurde.) sowie The Royal Coin Cabinet: The Museums hidden Treasures, Abschnitt 8: The largest coin (englischsprachige Broschüre, Stand ebenfalls August 2015)